# Isanthrene illegitima
Isanthrene illegitima là một loài bướm đêm thuộc phân họ Arctiinae, họ Erebidae.